# Nils Schillmark

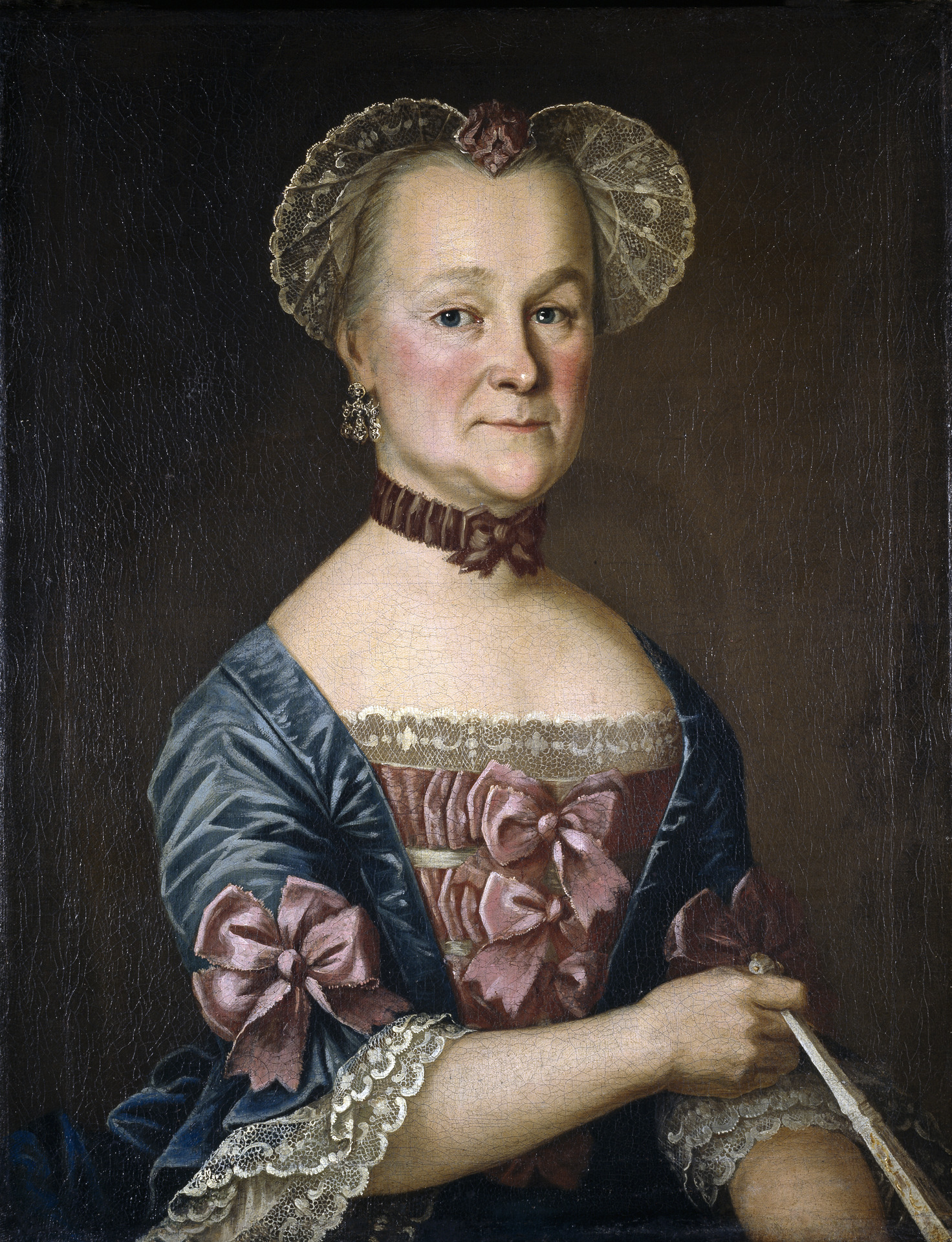
Porträtt av Ulrika Bock, 1780

Nils Schillmark, född 26 juni 1745 i Drängsmark, död 28 januari 1804 i Lovisa, var en svensk målare.
Nils Schillmark var yngste son till bonden Jakob Olofsson (1700–) och Cicilia Hermansdotter (1695–) och växte upp på ett hemman i norra Drängsmark. Det antas att hans talang för konst uppmärksammats av kyrkoherden Pehr Högström och hans fru Katarina Fjellström. Han flyttade till Stockholm och var 1762–70 lärling och gesäll hos Pehr Eriksson Fjellström, som var Pehr Högströms svåger och som också var lärare vid Kongliga målar- och bildhuggarakademien.
Han blev därefter konterfejare i sin hembygd och i Stockholm, och kom till Sveaborg utanför Helsingfors 1773 för att måla interiörer och officersporträtt. År 1778 flyttade han in till Helsingfors och var i Borgå stad som porträttmålare 1780. Han målade i Finland bland annat altartavlan i Heliga korsets kyrka i Hattula omkring 1782, den enda av hans altartavlor som bevarats. Han bosatte sig i Lovisa stad 1784, eller senast 1787, där han gifte sig 1787 med änkan Anna Cajsa Söderström. Paret fick ett barn, en son som levde till fem års ålder. Han dog fattig.
Hans målningar finns bland annat på Ateneum, Borgå museums Holmska köpmansgården, Lovisa museum och Heinola museum och Nationalmuseum i Stockholm.

## Nils Schillmark-museet
Nils Schillmark-akademien driver sedan 2012 Nils Schillmark-museet på Majorsbostället Nyborg på Nordanå i Skellefteå.

## Bildgalleri

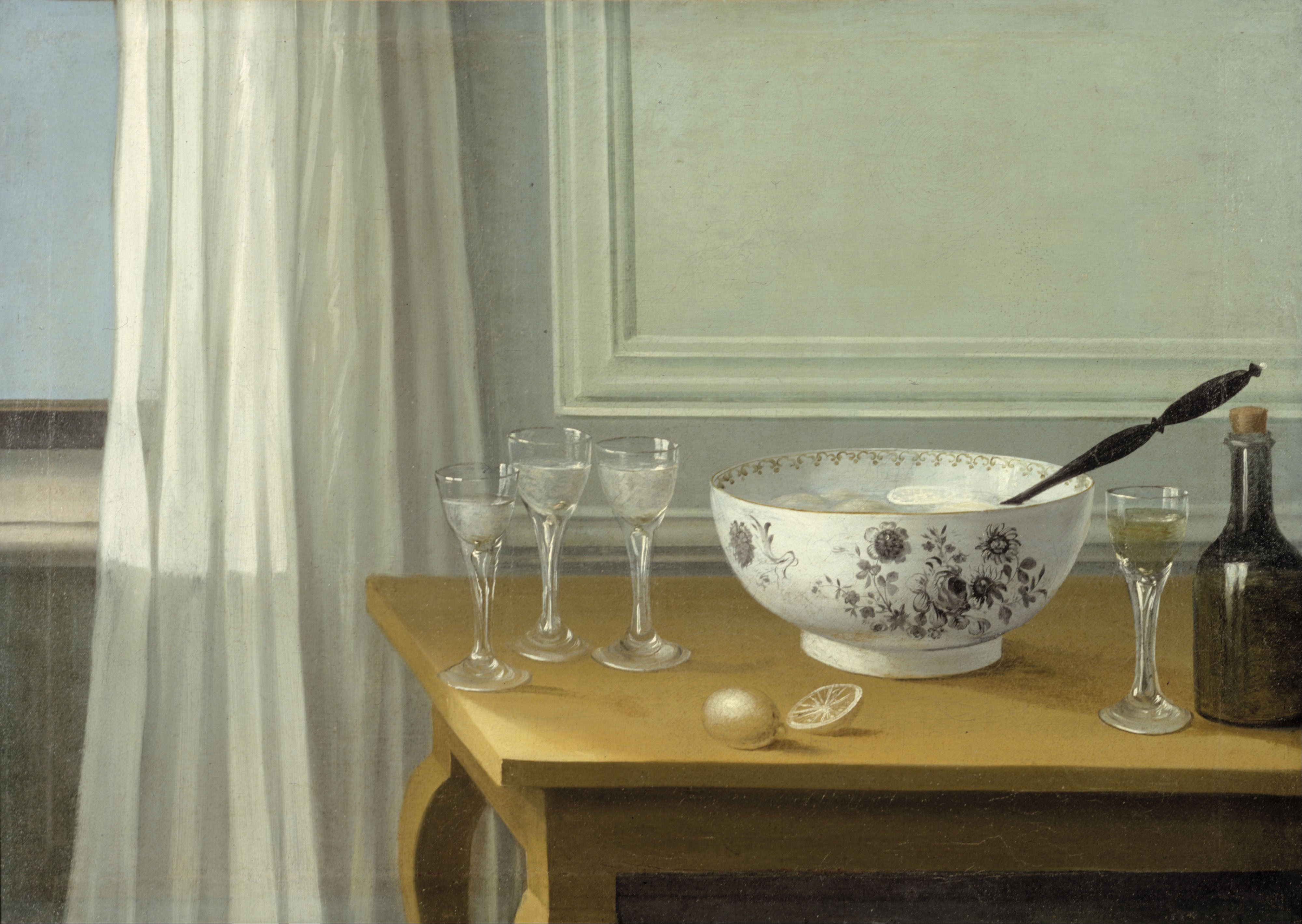
Stilleben med punschskål, 1795–97
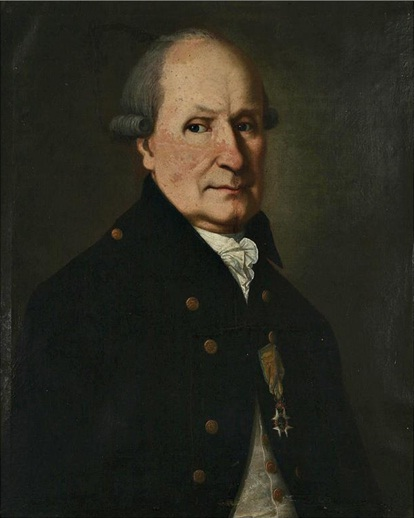
Porträtt av Georg Brunow, 1803
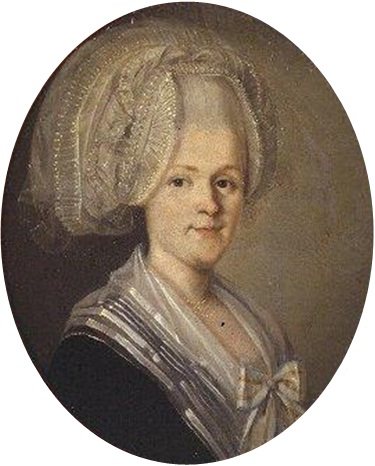
Porträtt av Anna Maria Backman
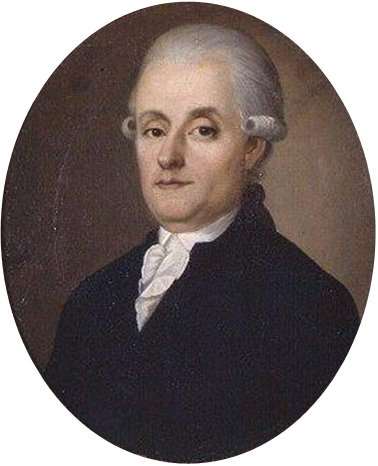
Porträtt av Benedikt Stenius
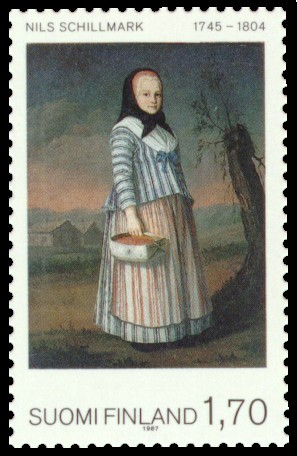
Frimärke, 1987